# Nürnberger Religionsgespräch
Als Nürnberger Religionsgespräch werden sechs Religionsgespräche bezeichnet, die zwischen Altgläubigen und Evangelischen vom Freitag, den 3. März, bis Mittwoch, den 15. März 1525, im Großen Saal des alten Nürnberger Rathauses stattfanden. Diese von Christoph Scheurl geleiteten Gespräche waren Schlüsselereignisse der Reformation in Nürnberg.
Dieses Gespräch erfolgte nach dem Vorbild der Zürcher Disputationen von 1523; es war sozusagen ein lokales Nürnberger Konzil, in das auch die mehr als 260 Mitglieder des Großen Rats einbezogen waren.

## Anlass
Nur wenige Jahre nach dem Thesenanschlag von Wittenberg kam es in Nürnberg zu Tumulten und Spannungen zwischen den Bürgern. Im Streit befanden sich diejenigen, die sich den Ideen der Reformation anschließen wollten, mit den Anhängern der alten Konfession. Die Meinungsverschiedenheiten schienen unüberwindbar und zwangen den Rat der Stadt Nürnberg zu einem Entscheidungsgespräch über die künftige religiöse Ausrichtung der Stadt Nürnberg.

## Verlauf
Trotz des von Kaiser Karl V. auferlegten allgemeinen Disputationsverbots wurde Anfang des Jahres 1525 vom Inneren Rat die Abhaltung eines Religionsgesprächs (christenliche disputacion) beschlossen, um die einheitliche Predigt in Nürnberg wiederherzustellen. 
Der Pfarrer von St. Lorenz Andreas Osiander, der ehemalige Prior des Augustinerklosters Nürnberg Wolfgang Volprecht und Dominicus Sleupner traten für die Lutheraner, die Franziskaner Lienhard Ebner, Michael Fries vom Franziskanerkloster Nürnberg und weitere Klosterprediger für die Altgläubigen auf. Ab der dritten Sitzung wurde die Disputation nur noch von Ebner und Osiander geführt, um die Gespräche zügig zum Abschluss zu bringen.
Der Rat der Stadt ließ als Belege für die jeweiligen Positionen nur die Bibel zu, jedoch nicht das Kirchenrecht oder kirchliche Traditionen und Überlieferungen. Dies führte zum Erfolg der evangelischen Seite.
Kurz nach Abschluss des Nürnberger Religionsgesprächs schloss sich der Rat der Stadt Nürnberg in mehreren Beschlüssen der Reformation an. Am 21. April 1525 verbot der Rat katholische Messen. Nürnberg wurde damit eine evangelische Stadt, in der das Praktizieren des katholischen Glaubens über 281 Jahre untersagt war. Wenige Monate nach dem Religionsgespräch übergab der Abt von St. Egidien, Friedrich Pistorius, das Kloster im Einvernehmen mit seinem Konvent an die Stadt.

## Auswirkungen
Der Rat schrieb für alle Gottesdienste der Stadt die Beseitigung des Messkanons vor. In allen Kirchen sollte evangelisch gepredigt werden. Alle Nürnberger Klöster sollten aus der Stadt und ihrem Landgebiet verschwinden. Dies war allerdings nur über einen längeren Zeitraum hinweg zu realisieren, da der Rat mit Rücksicht auf die heikle Rechtslage nicht mit brachialer Gewalt vorgehen wollte, nicht alle Konvente aber dem Vorbild der Augustinereremiten folgten und sich selbst auflösten. Der Rat wählte den Weg, den renitenten Klöstern Neuaufnahmen zu verbieten und sie so im Laufe des 16. Jahrhunderts aussterben zu lassen. Das Kirchen- und Klostergut wurde ebenso wie die Stiftungskapitalien dem Almosenkasten inkorporiert; aus ihm wurden nicht nur die Bedürftigen versorgt, sondern konnten nun vor allem auch das kirchliche Personal und das Schulwesen finanziert werden.
Bis ins Jahr 1806, dem Anschluss an Bayern, konnte kein Katholik in Nürnberg das Nürnberger Bürgerrecht erwerben.
Mit der Übergabe Nürnbergs nach den Vorgaben der Rheinbundakte an das Königreich Bayern durch die Franzosen am 15. September 1806 galt in Nürnberg bayerisches Recht. Damit wurden die Katholiken den Protestanten rechtlich gleichgestellt.